# Sassnitz
Sassnitz est une ville de l'arrondissement de Poméranie-Occidentale-Rügen du Land de Mecklembourg-Poméranie-Occidentale, en Allemagne.

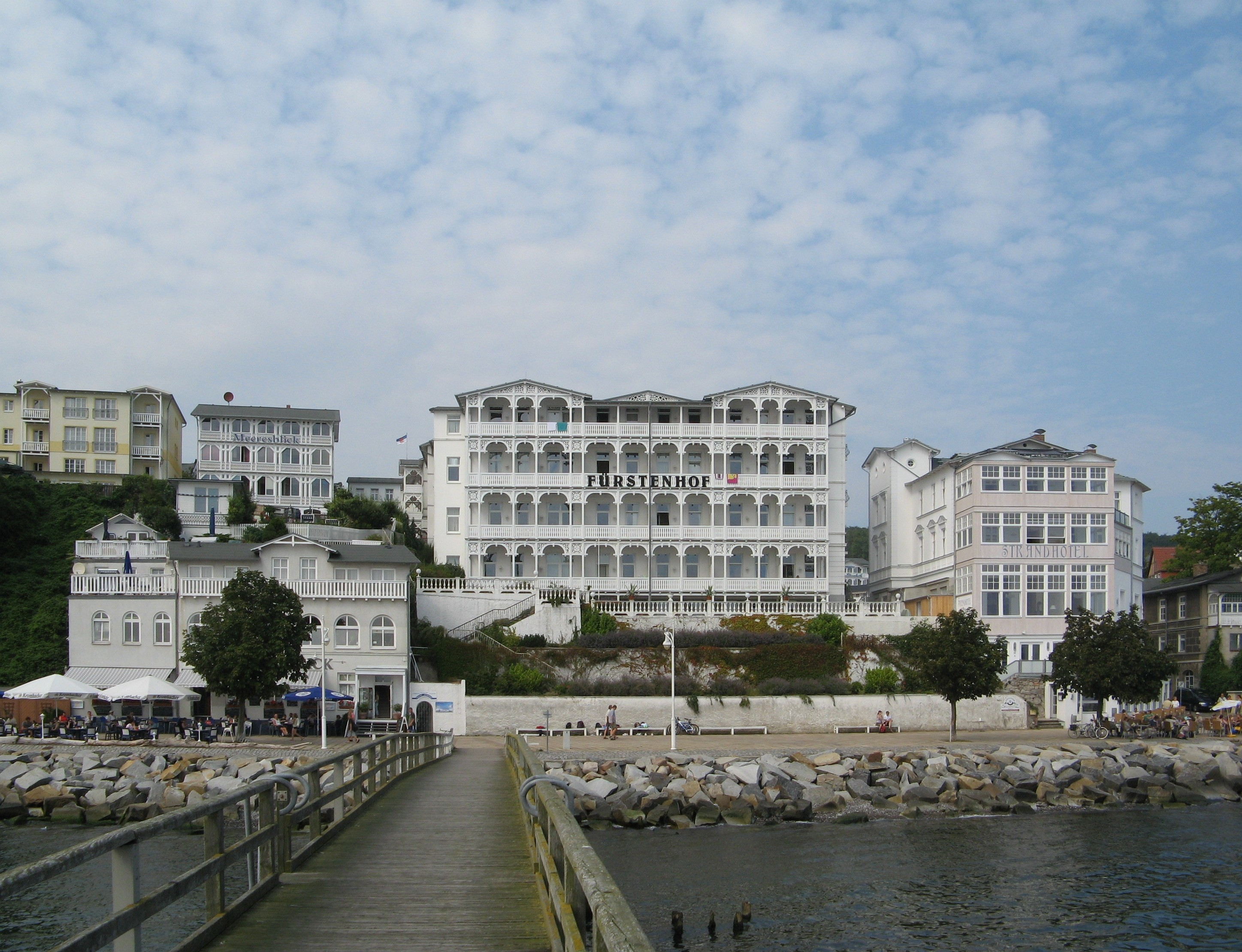
Hôtels sur la promenade de la plage.
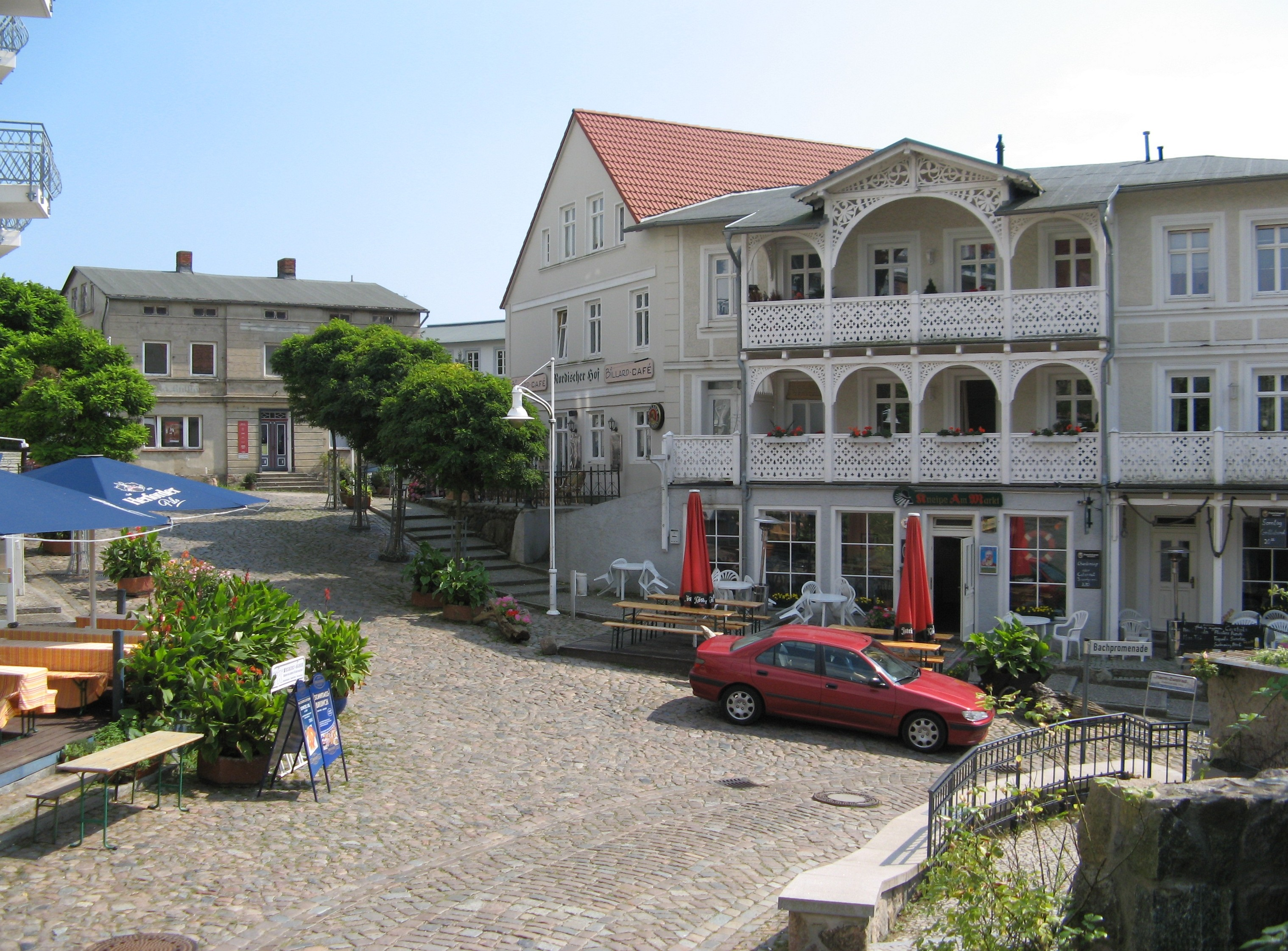
Place du marché.
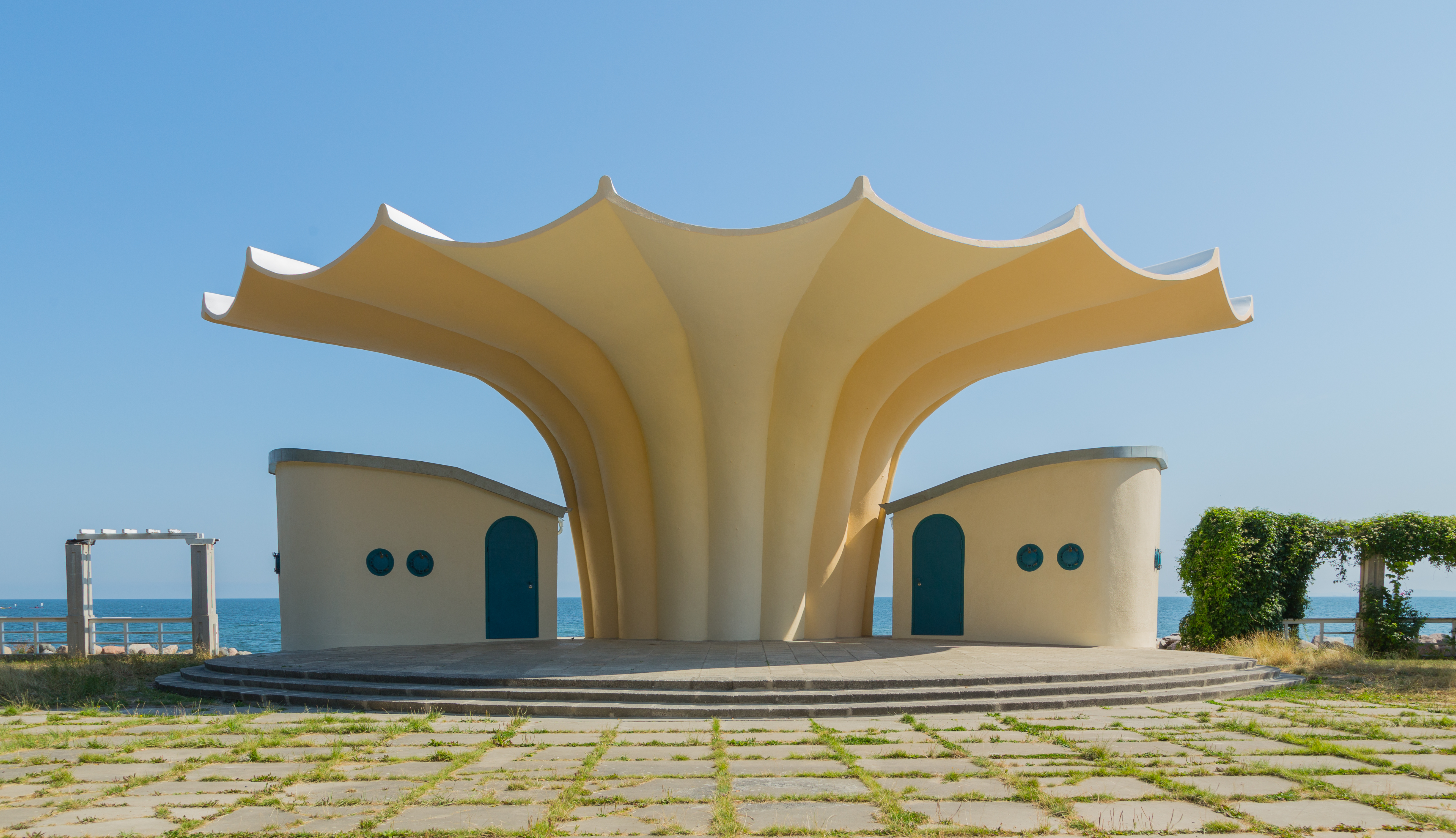
Kiosque à musique à Sassnitz. Juillet 2018.

Sassnitz se situe à proximité du Parc national de Jasmund.

## Quartiers
- Blieschow
- Buddenhagen
- Dargast
- Drosevitz
- Dubnitz
- Klementelvitz
- Mukran
- Neu Mukran
- Rusewase
- Sassnitz
- Staphel
- Stubbenkammer
- Werder
- Wostevitz

## Économie
Sassnitz était une base logistique importante lors de la construction du gazoduc controversé Nord Stream 2.

## Personnalités liées à la ville
- Arthur von Lindequist (1855-1937) général né à Wosteritz.
- Friedrich von Lindequist (1862-1945), homme politique né à Wosteritz.

## Jumelages
- Cuxhaven (Allemagne)
- Trelleborg (Suède)
- Kingissepp (Russie)
- Huai'an (Chine)